# 朗西 (索恩-卢瓦尔省)
朗西（法語：Rancy，法語發音：[ʁɑ̃si]）是法国索恩-卢瓦尔省的一个市镇，属于卢昂区。

## 地理
朗西（46°35'52"N, 5°5'33"E）面积5.76 平方千米，位于法国勃艮第-弗朗什-孔泰大區索恩-卢瓦尔省，该省份为法国中部省份，北起顺时针与科多尔省、汝拉省、安省、罗讷省、卢瓦尔省、阿列省和涅夫勒省接壤。
与朗西接壤的市镇（或旧市镇、城区）包括：塞耶河畔萨维尼、邦唐日、茹旺松。

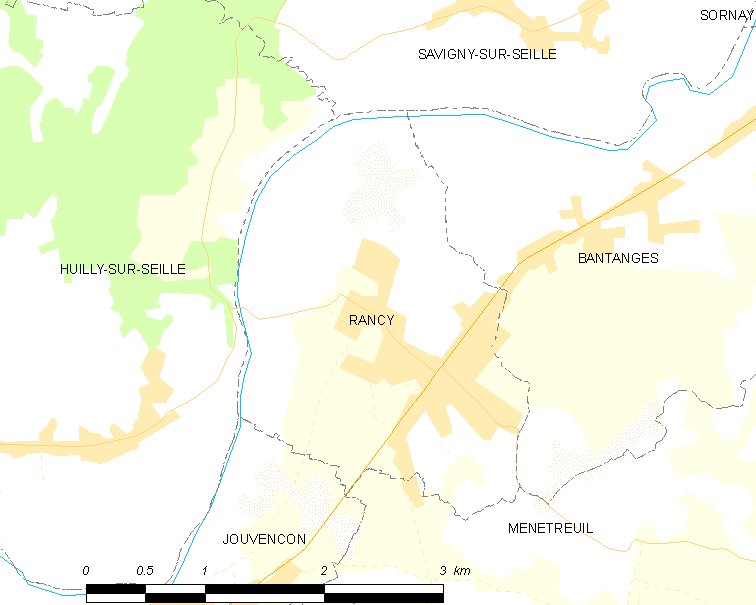
的OSM定位图

朗西的时区为UTC+01:00、UTC+02:00（夏令时）。

## 行政
朗西的邮政编码为71290，INSEE市镇编码为71365。

## 政治
朗西所属的省级选区为屈索县。

## 人口

1962-2008年间人口变化图示

朗西于2022年1月1日时的人口数量为612人。